# Социалистическая Советская Республика Абхазия
Социалисти́ческая Сове́тская Респу́блика Абха́зия (сокращённо ССР Абхазия, ССРА; абх. Советтә Социалисттә Республика Аҧсны, ССР Аҧсны; 4 марта 1921 — 19 февраля 1931) — бывшая независимая советская социалистическая республика. После подписания 16 декабря 1921 г. особого союзного договора с ССР Грузии получила статус «договорной» социалистической республики, объединяясь с Грузией, таким образом, была объединена с Грузией на равных правах, без автономии. Через ССР Грузии входила в состав ЗСФСР.
Впоследствии называлась «Автономная Социалистическая Советская Республика Абхазия» (19 февраля 1931 — 5 декабря 1936), или «Договорная Абхазская Советская Социалистическая Республика» (17 апреля 1930 — 5 декабря 1936). 5 декабря 1936 года переименована в Абхазскую Автономную Советскую Социалистическую Республику. С 23 июля 1992 года — Республика Абхазия.

## История

### Установление советской власти
В Абхазии 4 марта 1921 г. была установлена советская власть. На совещании ответственных работников Абхазии рассматривался вопрос, какой ей быть, и делегаты единодушно пришли к такому мнению:
- Абхазия должна быть объявлена Социалистической Советской Республикой;
- Советская Абхазия должна непосредственно входить в общероссийскую федерацию;
- общая политика в Абхазии должна быть умеренно осторожной по отношению к буржуазии и крестьянству.

Руководствуясь Декларацией прав народов России, 26 марта 1921 г. на расширенном заседании Оргбюро РКП(б) и Ревкома Абхазии было решено объявить Абхазию Советской Социалистической Республикой. Независимая Советская Социалистическая Республика Абхазия была провозглашена 31 марта 1921 года. Протокол Батумского совещания по вопросу о структуре советской власти и компартии в Абхазии гласил:

Слушали: О структуре Сов. власти и Компартии в Абхазии.
Постановили: До съезда Советов Абхазии вопрос о федерации Советской Абхазии с РСФСР или ССР Грузия оставляется открытым, и Абхазия объявляется Социалистической Советской республикой.

Партийная организация до конференции носит название оргбюро РКП в Абхазии и работает по директивам Кавбюро ЦК РКП. Оргбюро принимает действительные меры к изживанию национальной розни, посеянной меньшевиками между народами Грузии и Абхазии.
Но ещё 21 мая 1921 г. Ревком ССР Грузии признал независимость ССР Абхазии и принял Декларацию революционного комитета Социалистической советской республики Грузии о независимости Социалистической советской республики Абхазии. Приводим выдержки из текста этого документа:

Меньшевистская власть, будучи по существу властью грузинской буржуазии, наряду с угнетением трудящихся Грузии, с особенной силой подавляла всякое проявление революционной самодеятельности национальных меньшинств, что создавало страшный антагонизм между отдельными национальностями Грузии, национальностями, испокон веков живущими на этой территории.
Советская же власть принципу угнетения противопоставляет равенство и братский союз всех трудящихся без различия наций. Единственно верным средством изживания национальных предрассудков и закрепления действительного союза трудящихся она считает право наций на самоопределение, провозглашенное Великой Октябрьской революцией.

Исходя из этого, Революционный Комитет Социалистической Советской республики Грузии признает и приветствует образование независимой Социалистической Советской республики Абхазии… Ревком ССР Грузии.
5 октября 1921 г. на расширенном заседании Пленума Оргбюро РКП(б) в Абхазии и ответственных работников Ревкома было принято постановление по вопросу о независимости ССР Абхазии:

Исходя из программы РКП по национальному вопросу, из новой экономической политики, одобренной V съездом РКП, с одной стороны, — из фактов сложившихся за время господства меньшевиков национальных взаимоотношений между грузинским и абхазским народами, — с другой, совещание полностью одобряет постановление Батумского совещания от 28 марта с. г. и декларацию Грузревкома от 21 мая о независимости ССР Абхазии.

Вместе с тем, учитывая, наряду с непропорциональной экономической мощью Абхазии, малочисленностью её населения, по обычаям и исторически связанного с грузинским народом, с одной стороны, общность экономики и соответствующей экономической политики Грузии и Абхазии, — с другой, совещание находит необходимым установление тесной связи между ССР Грузией и Абхазией и ввиду предстоящей в близком будущем советизации обеих республик — совещание считает необходимым теперь же оформить указанную связь Грузии и Абхазии путём официального договора двух союзных равноправных республик.

### Вхождение в Грузию

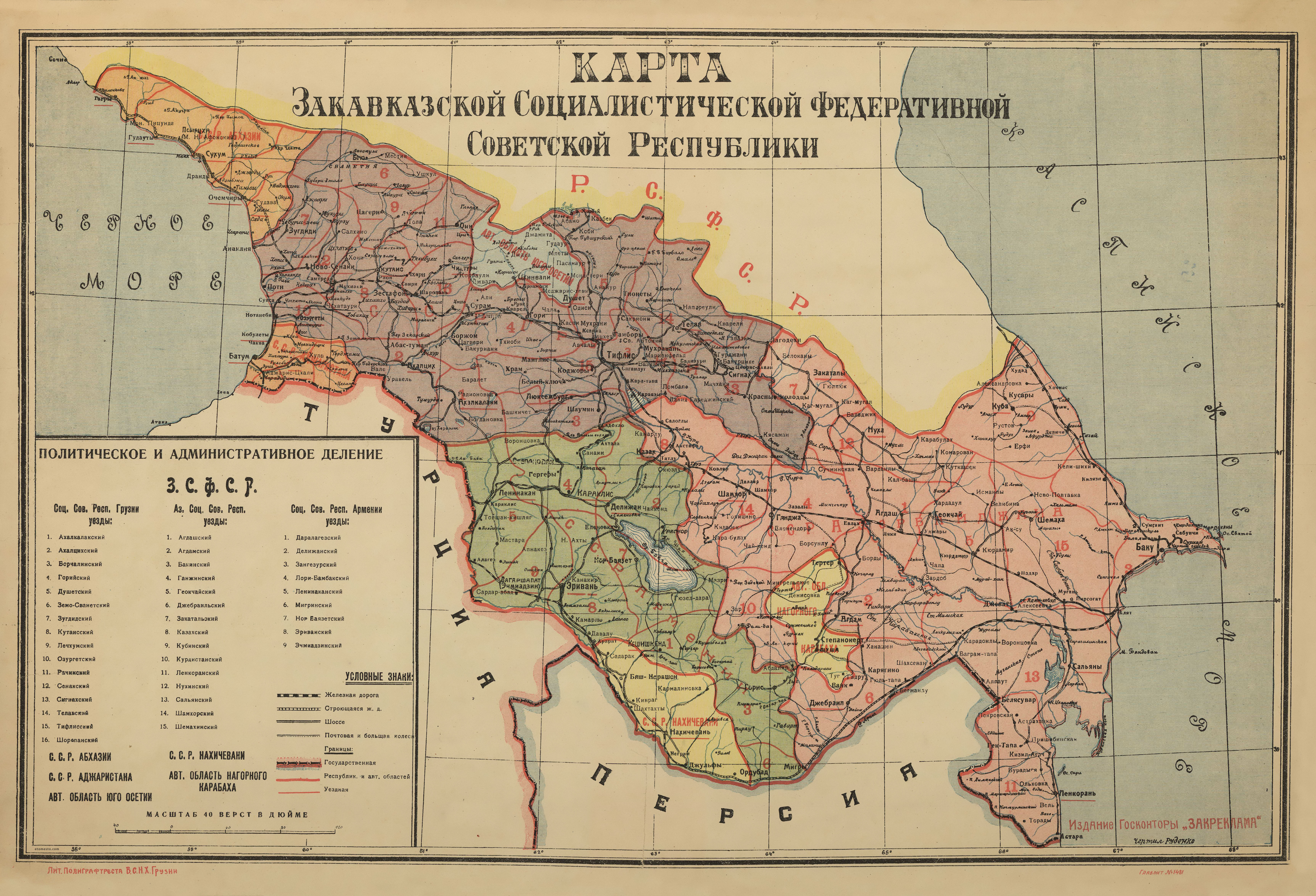
Советское Закавказье в 1926

16 декабря 1921 года ССР Абхазия и ССР Грузия как субъекты международного права подписали Союзный договор, согласно которому произошло объединение с Грузинской Республикой на федеративных договорных началах. 13 декабря 1922 года через неё Абхазия вошла в Закавказскую федерацию.
Согласно п. 1 Союзного договора между Социалистической Советской республикой Грузии и Социалистической Советской республикой Абхазии от 16 декабря 1921, Социалистические Советские Республики Грузия и Абхазия вступали между собой в военный, политический и финансово-экономический союз. При этом для осуществления указанных целей стороны объявляли объединёнными ряд направлений, которые тем самым становились областями совместного ведения. Таким образом, государственно-правовые отношения между Абхазией и Грузией возникли на договорной основе, и в момент подписания упомянутого Союзного договора Абхазия и Грузия были не связанными друг с другом в правовом отношении равноправными государствами. В п. 4 говорилось, что в Закавказскую федерацию Абхазия входит через Грузию, которая предоставляет ей одну треть своих мест.
Этот договор был ратифицирован в феврале 1922 года I Съездом Советов Абхазии, где он вызвал серьёзную полемику. Лидеры Абхазии, находившиеся под давлением центральных большевистских органов, вынуждены были убеждать делегатов в том, что договор не угрожает независимости Абхазии. Так, председатель Совнаркома Н. Лакоба в своей речи, успокаивая делегатов съезда, говорил:

Независимость Абхазии Грузия не отнимает. Если Грузия будет отнимать, мы апеллируем к штабу революции РКП, ВЦИК, тов. Ленину. Независимость трудящихся Абхазии никто не будет в состоянии отнимать, пока существует Советская власть.
При этом, хотя ряд полномочий Республики Абхазии передавался в совместное с Грузией ведение, суверенитет Абхазской ССР сохранялся, как и её территориальная целостность.

### Абхазская АССР
19 февраля 1931 года ССР Абхазия была преобразована в автономную республику. Понижение статуса республики проводилось под лозунгом «реорганизации госаппарата автономных республик и областей». В апреле 1930 г. на сессии ЦИК Абхазии рассматривался вопрос о Союзном договоре между Абхазией и Грузией и был сделан вывод о том, что сам договор потерял своё значение, кроме одного вопроса — об объединении Абхазии с Грузией.

## Курорты
Города и поселения ССР Абхазии: Сухум, Гагра, Гудаута, Новый Афон (Псырцха), Гульрипш, Очамчира являются курортами.

## Герб

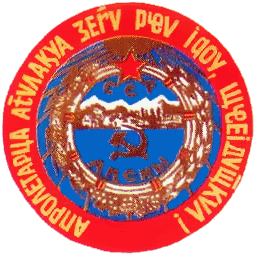
Герб 1925—31 гг.

Государственный герб Советской Социалистической Республики Абхазии 1925 года:

Государственный герб Советской Социалистической Республики Абхазии состоит из изображения золотых серпа и молота на фоне пейзажа Абхазии с надписью на абхазском языке — «ССР Апсны» (абх. «ССР Абхазия»). В верхней части изображена красная пятиконечная звезда в лучах солнца. Герб обрамлен орнаментом, изображающим венок из кукурузы, табака и винограда, и окружен красной каймой с надписью на абхазском языке: «Апролетарцэа атэылакуа зегьы рчы икоу, шэчеидышэкыл!» («Пролетарии всех стран, соединяйтесь!»)— Конституция Советской Социалистической Республики Абхазии 1925 года, глава XXI, статья 115